# Heinrich Jäcker

Heinrich Jäcker

Heinrich Jäcker (auch Heinrich Jäker; * 23. September 1869 in Soest; † 8. Januar 1949 in Düsseldorf) war ein deutscher Politiker (SPD).

## Leben und Wirken
Jäcker wurde im Jahr 1869 als Sohn eines Schneidermeisters geboren. Nach dem Besuch der Volksschule (1875 bis 1883) erlernte er von 1883 bis 1886 das Klempnerhandwerk. Von 1891 bis 1893 gehörte er dem Infanterie-Regiment Nr. 87 an. In den Jahren 1886 bis 1896 war er in verschiedenen Orten Deutschlands als Klempner tätig. Danach ließ er sich in Düsseldorf nieder. Nachdem er bereits seit 1898 als erster Bevollmächtigter des Deutschen Metallarbeiterverband in Düsseldorf tätig gewesen war, wurde er 1904 fester Angestellter dieser Organisation. Seit 1907 war Jäcker zweiter Vorsitzender der allgemeinen Ortskrankenkasse in Düsseldorf.

## Politik
Im Jahr 1918 wurde er Stadtverordneter und im Januar 1919 wurde Jäcker in die Weimarer Nationalversammlung gewählt, in der er bis zum Juni 1920 den Wahlkreis 23 (Düsseldorf 6–12) vertrat. Nach einer knapp sechsmonatigen Absenz vom parlamentarischen Betrieb zog Jäcker am 2. Dezember 1920 im Nachrückverfahren für den ausgeschiedenen Abgeordneten Johannes Thabor nachträglich in den im Juni 1920 gewählten ersten regulären Reichstag der Weimarer Republik ein, dem er bis zur Reichstagswahl vom Mai 1924 als Vertreter des Wahlkreises 26 (Düsseldorf-West) angehörte.